# Стагира (Халкидики)
Стагира (грч. Στάγιρα) је насељено место у општини Аристотел у периферији Средишња Македонија, Грчка. Према попису из 2021. године било је 373 становника.
Стагира је била насељена грчким и турским становништвом. На попису из 1913. године било је 370 житеља. Године 1924. турско становништво је принудно исељено у Турску а на њихово место је насељено око 60 грчких избегличких породица, укупно 203 особа. На попису из 1928. године Стагира је имала 452 становника. Село се раније звало Казанџи Махала.